# Edmund Dobrzycki

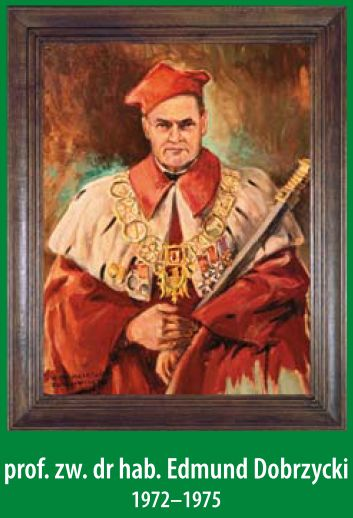
Obraz w sali Senatu Uczelni

Edmund Dobrzycki (ur. 5 października 1919 w Żydowie k. Gniezna. zm. 2003 w Szczecinie) – polski profesor nauk humanistycznych w zakresie nauki o polityce i ekonomii politycznej, nauczyciel akademicki

## Życiorys
Edmund Dobrzycki urodził się w rodzinie Jana i Czesławy. Podczas II wojny światowej uczestniczył w podziemnym ruchu oporu (ZWZ), był więźniem obozów hitlerowskich. W latach 1945–1948 pełnił funkcję starosty powiatowego w Koszalinie. Zorganizował dwie szkoły podstawowe i dwie szkoły średnie. Rozwijał rzemiosło, produkcję i usługi. Podjął decyzję o nadaniu polskich nazw 103 ulicom miasta.
Studiował na Wydziale Prawno-Ekonomiczny UAM w Poznaniu, dyplom otrzymał w 1949. Po odejściu ze stanowiska starosty podjął działalność naukową i dydaktyczną. Od 1950 w Szczecinie, pracował m.in. w Wydziale Oświaty WRN, w Politechnice Szczecińskiej (1951–1959), w latach 1953–1959 jako jej prorektor. Stopień doktora otrzymał w 1961. Doktorem habilitowanym został w 1968 na podstawie rozprawy Morska funkcja Szczecina w organizmie gospodarczym Polski Ludowej 1945-1960, stopień ten nadał mu Uniwersytet Poznański. Tytuł profesora nadzwyczajnego otrzymał w 1980.
W latach 1959–1990 pracował w Wyższej Szkole Rolniczej w Szczecinie/Akademii Rolniczej w Szczecinie, gdzie był dyrektorem Instytutu Nauk Społecznych (1970-1990). Pełnił funkcję rektora (1972-1975).
Dorobek naukowy dotyczy głównie problematyki historycznej gospodarki morskiej.

## Wybrane publikacje
- Rola zachodniopomorskiej organizacji PPR w dziele odbudowy i aktywizacji portu szczecińskiego. „Przegląd Zachodniopomorski” 1961, 18, s. 5-22[7]
- Morze a problemy żywnościowe świata. „Przegl. Zachodniopom.” 1977, 14, s.13-26[8]
- Morska funkcja Szczecina w organizmie gospodarczym Polski Ludowej 1945-1960. Szczecin 1967.
- Polska żegluga morska – studium historyczno-gospodarcze na tle floty krajowej i tendencji występujących w żegludze światowej. Szczecin 1974
- Pomorze Szczecińskie 1945-1965 (red. Edmund Dobrzycki). „Instytut Zachodnio-Pomorski w Szczecinie” Poznań 1967
- Światowe rybołówstwo morskie: zarys głównych problemów i tendencji rozwoju. Szczecin 1980
- Z dawnych i nowych dziejów Polski nad Bałtykiem. Referaty z sesji naukowej zorganizowanej przez Szczecińskie Towarzystwo Naukowe 7.12.1968 w pięćdziesiątą rocznicę odzyskania niepodległości (red. Edmund Dobrzycki) Szczecin 1970

## Medale i odznaczenia
- Złoty Krzyż Zasługi (1954)
- Medal 10-lecia Polski Ludowej (1955)
- Krzyż Kawalerski Orderu Odrodzenia Polski (1959)
- Odznaka Honorowa „Za zasługi w rozwoju Województwa Koszalińskiego" (1969)
- Krzyż Oficerski Orderu Odrodzenia Polski (1971)
- Złota Odznaka „Zasłużony Pracownik Morza” (1971)
- Odznaka Honorowa „Gryf Pomorski” (1971)
- Medal 30-lecia Polski Ludowej (1974)
- Odznaka „Weteran Walk o Niepodległość" (1995)